# Brandal
Brandal är en tätort i Hareids kommun i Møre og Romsdal fylke i västra Norge. Orten ligger vid änden av fylkesväg 5888, på den nordöstra delen av ön Hareidlandet.